# Ланг, Георгий Фёдорович
Георгий Фёдорович Ланг (нем. Georg Heinrich Robert Lang; 16 (28) июля 1875, Санкт-Петербург — 24 июля 1948, Ленинград) — советский врач-терапевт, академик АМН СССР (1945), ректор 1-го Ленинградского медицинского института, основатель и главный редактор журнала «Терапевтический архив». Автор более ста научных трудов и публикаций.

## Биография
Родился 16 (28) июля 1875 года в Санкт-Петербурге. Из-за сложного материального положения семьи (отец рано умер, и мать одна «выводила в люди» дочь и сына) с трудом окончил гимназию немецкого училища св. Петра, но уже в 1894 году поступил в Императорскую военно-медицинскую академию, которую окончил в 1899 году с похвальным листом и званием лекаря.

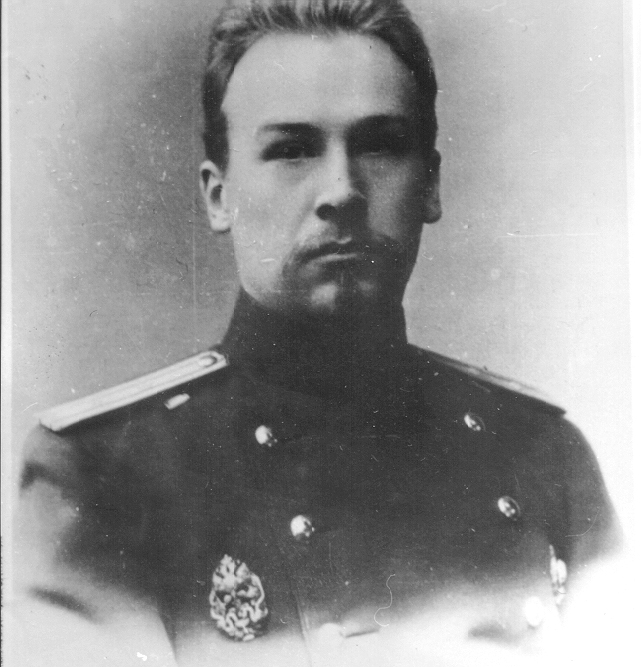
Георгий Ланг — ординатор военного госпиталя

Был оставлен в клинике М. В. Яновского при академии. Здесь он выполнил ряд исследований и, написав и защитив диссертацию, стал приват-доцентом.
В течение двух лет (1903—1904) работал в медицинских учреждениях Германии и Франции; после возвращения в Петербург был назначен ординатором Николаевского военного госпиталя (1905–1906).
С 1906 года он — сверхштатный, затем штатный ординатор Петропавловской больницы, затем ассистент в Женском медицинском институте. Был избран профессором ГИМЗ, а с 1919 года — профессором Петроградского института для усовершенствования врачей.
С 1922 года — заведующий клиникой и кафедрой факультетской терапии 1-го Ленинградского медицинского института, ректором которого был с 1928 до 1930 года. Одновременно, он был главным врачом (1924–1931) клинической базы института — больницы имени Ф. Ф. Эрисмана (бывшей Петропавловской).
Ланг был одним из инициаторов введения института главных терапевтов в военном, а затем и в гражданском здравоохранении.
Работавший у него ассистентом в 1920-е годах, А. Л. Мясников писал:

Профессор мне показался важным и властным; одет он был безупречно (всегда белые рубашки со сверкающими чистотой манжетами и воротничками и хорошо выутюженный костюм; к тому же он облачался в белоснежный длинный халат). Его глаза сквозь очки светились умом, проницательный взгляд заставлял как-то сразу подтягиваться, делаться как можно больше на высоте своих возможностей, стараться не уронить себя случайной глупостью. Большая фигура Г. Ф. Ланга всегда выделялась на обходах среди толпы врачей — точно слона окружали какие-то другие более мелкие и незначительные звери (…) Г. Ф. Ланг отличался умением быстро улавливать самое главное, отличать нужное от ненужного; он обладал не только исключительной эрудицией, но и особым складом ума, позволявшим громадные литературные материалы быстро приводить в стройную и эффективную систему. Его критический ум не поддавался на моду, сенсацию, хотя каждую новую идею, новый метод он отмечал с интересом.
С 1939 года Г. Ф. Ланг был главным редактором журнала «Клиническая медицина». С 1943 года возглавлял Всесоюзное общество терапевтов.
По свидетельству А.Л. Мясникова, именно Ланг (а не репрессированный в 1937 году «врач-убийца» Д. Д. Плетнев) лечил Максима Горького в последние дни его болезни. «Именно Ланг был привлечен по указанию Сталина в Горки и десять дней подряд находился там неотлучно; под его личным наблюдением и проходило лечение М. Горького. К счастью, постановщикам трагедии тогда не нужен был Ланг, на него не распространялся её сюжет, имя Ланга не фигурировало и на „процессе“, как будто его там и не было».
Был редактором журналов «Терапевтический архив», который основал в 1923 году совместно с М. П. Кончаловским, и «Клиническая медицина».
Во время Великой Отечественной войны некоторое время оставался в блокадном Ленинграде, работал консультантом в военных госпиталях, страдал алиментарной дистрофией и меньше чем за год потерял 20 кг. В начале апреля 1942 года был эвакуирован с семьей в Москву, где был назначен заведующим пропедевтической терапевтической клиникой 1-го ММИ.  Тематика его работ в этот период была подчинена задачам военного времени: работы «Травматический шок» (публикация в журнале «Клиническая медицина», 1942), «Клиника алиментарной дистрофии» (программный доклад на первой в годы войны научной конференции терапевтов в Горьком, январь 1943 года). В конце мая 1944 года Г.Ланг вернулся в Ленинград.
В 1946 году назначен проректором по научной работе 1-го ЛМИ. Был членом Ученого совета Наркомздрава СССР.
За многолетнюю плодотворную деятельность в сфере медицины в 1951 году удостоен Сталинской премии (посмертно).
Умер 24 июля 1948 года в Ленинграде от рака желудка. Похоронен на Серафимовском кладбище (28 уч.).
Награждён орденом Трудового Красного Знамени (17.04.1940, «за успешную работу и проявленную инициативу по укреплений обороноспособности нашей страны»), орденом Ленина и Отечественной войны I-й степени.

## Профессиональная деятельность
- Наследие Г. Ф. Ланга и труды основанной им крупной школы терапевтов[4] охватывают многочисленные разделы клиники внутренних болезней (пульмонология, гепатология, кардиология, которой посвящены его основные труды, и др.).
- В советской клинике внутренних болезней Г.Ф.Ланг был одним из самых последовательных и влиятельных сторонников функционального подхода к проблемам патологии. Это нашло отражение в его учении о миокардиодистрофиях.
- Разработал общепринятую классификацию и номенклатуру заболеваний сердечно-сосудистой системы; ввёл понятие «обратимые расстройства биохимизма в мышце сердца» («дистрофия миокарда»); исследовал промежуточные формы между стенокардией и инфарктом миокарда; разработал лечение мерцательной аритмии хинидином. Ревматизм Ланг рассматривал как часть иммунобиологической проблемы стрептококковой инфекции.
- Г. Ф. Ланг является автором учения о гипертонической болезни как неврозе высших центров регуляции сосудистого тонуса и разработчиком системы профилактики при этом заболевании[2].

## Семья
- 1-й брак — Вера Августовна Давидова (1873—1958, США), дочь известного математика, педагога А.Ю.Давидова. Похоронена на Сербском кладбище близ Сан-Франциско. 
  - Ланг, Антон Георгиевич[англ.] (англ. Anton Lang; 1913, Петербург—1996, Оксфорд, шт. Огайо, США) — сын. Американский естествоиспытатель, физиолог растений, биохимик, биолог, член Национальной академии наук США и Леопольдина (Германия)[7]. Окончил Берлинский университет в 1939 году, работал в Институте кайзера Вильгельма, институте Макса Планка, в 1949 году вместе с женой и матерью переехал в США.
- 2-й брак — Софья Людвиговна Энтховен (1874—1946) — педагог, преподаватель французского и немецких языков.
  - Басманова, Наталия Георгиевна (1906—2000, Петербург) — дочь. Советский художник-иллюстратор, станковый и книжный график. Член союза художников СССР.
    - Басманова, Марианна Павловна (род. 1938, Ленинград) — внучка. Российский художник, книжный график. Член Союза Художников России.

  - Ланг, Андрей Георгиевич; 1908—1977, Ленинград) — сын. Главный конструктор ПТО им. Кирова; кандидат технических наук, профессор кафедры «Подъемно-транспортные машины и механизмы» ЛИСИ (ныне СПБГАСУ).
- 3-й брак — Мария Алексеевна Захарьевская (1889—1977), патологоанатом. В браке, который продлился до 1930 года, детей не было.
- 4-й брак — Наталья Сергеевна Белоногова (1901—1962, Ленинград), врач. Награждена медалью «За оборону Ленинграда».  Похоронена на Серафимовском кладбище на одном участке с мужем.
  - Ланг, Ирина Георгиевна (род. 1933, Ленинград) — дочь. Физик-теоретик, доктор физико-технических наук, сотрудница ФТИ им. Иоффе РАН, проживает в Санкт-Петербурге.

## Адреса в Ленинграде
- Ул. Лизы Чайкиной, д. 28[8]

## Память
- В 1958 году АН СССР учредила премию имени Г. Ф. Ланга[9] за лучшие работы по сердечно-сосудистой патологии.
- Мемориальная доска с надписью «В этом здании с 1901 по 1919 год и с 1922 по 1948 год работал выдающийся советский клиницист, терапевт Георгий Федорович Ланг» (адрес — ул. Льва Толстого, 4-6); 1966, гранит, архитектор — В. С. Васильковский[10].
- Российская научная ассоциация изучения артериальной гипертонии имени Г. Ф. Ланга и А. Л. Мясникова[11].
- Кафедра терапии факультетской с курсом эндокринологии, кардиологии и функциональной диагностики имени Г. Ф. Ланга с клиникой Первого Санкт-Петербургского государственного медицинского университета им. акад. И. П. Павлова.